# Andrew Tang
Andrew Tang (ur. 13 listopada 1994 roku) – singapurski kierowca wyścigowy.

## Kariera
Tang rozpoczął karierę w międzynarodowych wyścigach samochodowych w 2013 roku od startów w Toyota Racing Series. Z dorobkiem 345 punktów został sklasyfikowany na piętnastej pozycji w końcowej klasyfikacji kierowców. Rok później został mistrzem tej serii. W późniejszym okresie Singapurczyk pojawiał się także w stawce Północnoeuropejskiego Pucharu Formuły Renault 2.0 oraz Alpejskiej Formuły Renault 2.0.